# Röd guldskivlav
Röd guldskivlav (Protoblastenia cyclospora) är en lavart som först beskrevs av Hepp ex Körb., och fick sitt nu gällande namn av Poelt. Röd guldskivlav ingår i släktet Protoblastenia och familjen Psoraceae.  Arten är reproducerande i Sverige. Inga underarter finns listade i Catalogue of Life.